# Louis-Marie Faudacq

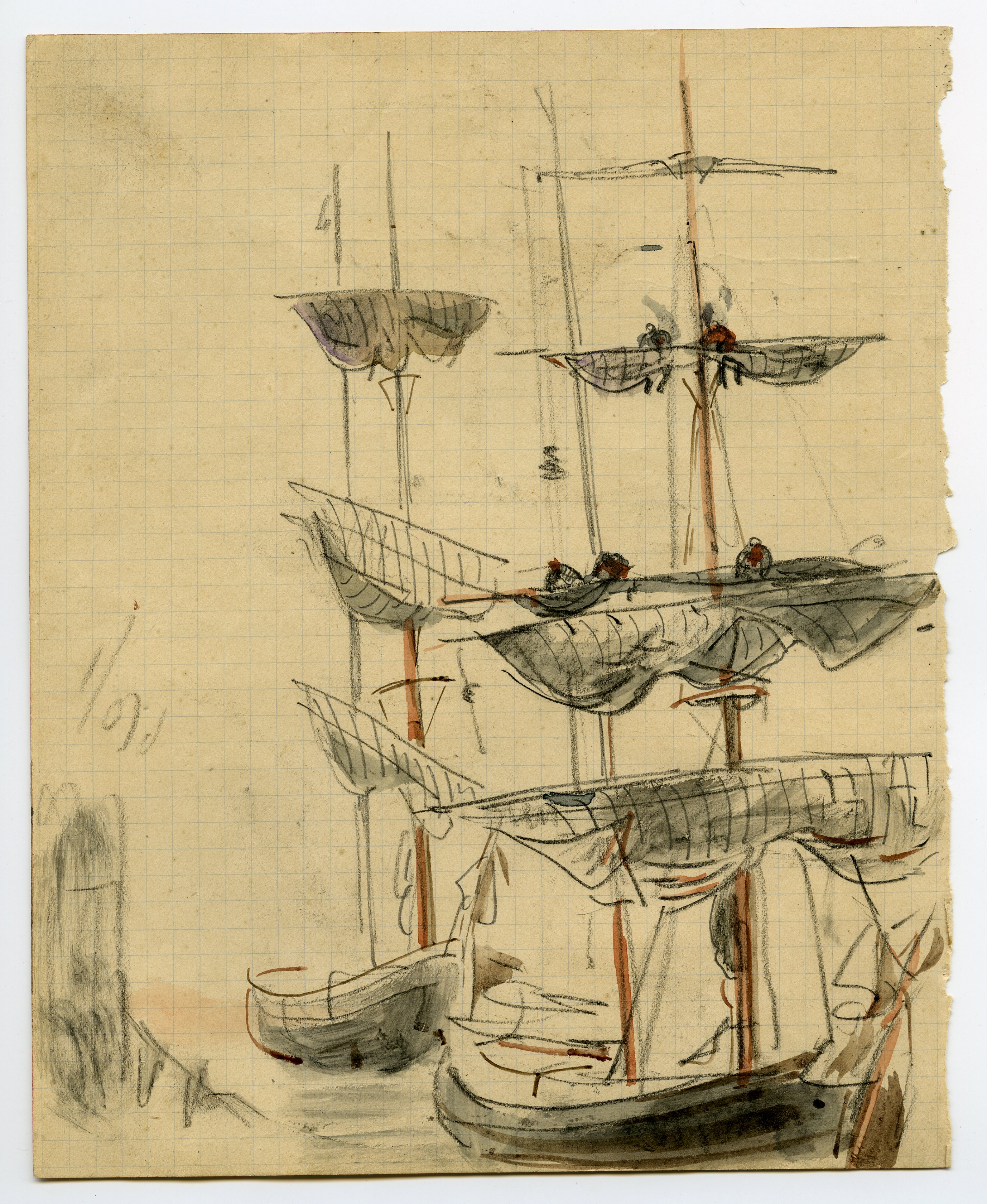
Acquarello conservato al Musée d'art et d'histoire di Saint-Brieuc

Louis-Marie Faudacq (Givet, 19 maggio 1840 – Ploubazlanec, 31 maggio 1916) è stato un artista francese.

## Biografia
Louis-Désiré Faudacq, il padre dell’artista, nato a Vasouy (dipartimento del Calvados) nel 1803, svolge l’attività di funzionario delle dogane in varie sedi. Nel 1820 viene trasferito a Paimpol (dipartimento delle Côtes d’Armor) e morirà nel 1887.
È nel periodo di attività svolto sulla frontiera franco-belga che nasce, il 19 maggio 1840, Louis-Marie Faudacq. Seguendo la tradizione familiare, Louis-Marie entra nel 1858 nel corpo dei funzionari doganali. Durante i periodi di riposo inizia a frequentare la regione di Paimpol. Qualche anno dopo fa richiesta di essere trasferito in Bretagna, e nel 1868 viene assegnato agli uffici di Cancale, per poi passare alla sede di Lézardrieux.
In parallelo alla sua attività professionale, Faudacq si appassiona al disegno e all’acquarello. È allievo dell’artista Alfred-Charles Foulongne (1821-1897), ed espone al Salon del 1880. Per alcuni anni si ispira alla pittura della scuola di Barbizon. L’evoluzione del suo stile lo avvicina poi all’arte di Eugène Boudin e di Johan Barthold Jongkind. Le sue opere sono per la maggior parte eseguite in Bretagna e nel nord della Francia.
Nel 1883 lascia l’ufficio di Lézardrieux e si trasferisce a Tréguier, dove rimane fino al 1900, anno in cui va in pensione. Nel frattempo, a partire dal 1892, ha preso casa a Ploubazlanec, sulla strada che porta alla punta dell’Arcouest. Nella sua casa fa predisporre un atelier con grandi vetrate luminose.
Faudacq è anche attivo in associazioni di volontariato a favore dei marinai e delle loro famiglie. Per molti anni contribuirà con i suoi disegni alla redazione della rivista Le Yacht.
Muore il 31 maggio del 1916.

## Opere
Louis-Marie Faudacq disegna principalmente a matita, carboncino, guazzo, china e acquarello. I dipinti a olio che ci rimangono sono pochi e di dimensioni piuttosto ridotte. Ha realizzato nel 1832 i cartoni per due vetrate della chiesa Notre-Dame de Bonne Nouvelle di Paimpol, ma i progetti non sono poi stati utilizzati perché troppo ricchi di dettagli per poter essere tradotti in vetro.
I temi delle sue opere sono strettamente legati al paesaggio del litorale bretone e della regione di Dunkerque. Faudacq ci ha lasciato molteplici schizzi, studi e carnet di disegni che documentano le attività svolte nei porti e sulle coste: i raccoglitori di alghe, le operazioni di marineria e manutenzione delle imbarcazioni di pesca e di commercio.
Molti dei suoi disegni di imbarcazioni e scene marine sono stati incisi su lastra per essere utilizzati come illustrazioni da diverse riviste, principalmente da Le Yacht.
I suoi lavori sono conservati per lo più in collezioni private. Alcune sono presenti al Musée d’Art et d’Histoire di Saint-Brieuc, che ha dedicato un’esposizione all’artista nel 2007.